# Jean Pierre Guépin
Jean Pierre Guépin (Angers, 6 de marzo de 1778 o 1779 - 11 de febrero de 1858) fue un micólogo, y botánico francés.

## Algunas publicaciones
- 1854. Note sur l'hybridation des orchidées et simple esquisse littéraire et botanique sur Horace

### Libros
- 1830. Flore de Maine et Loire: Phanerogames. Volumen 1. 360 pp. En línea. Reimpreso por Kessinger Publ. LLC, 2010. 602 pp. ISBN 1-161-17215-7
- 1850. Supplément à la troisième édition de la flore de Maine et Loire. Ed. Impr. de Lainé frères. 51 pp.
- 1854. Notice sur une flore angevine manuscrite suivie d'un second supplément à la Flore de Maine-et-Loire. Ed. impr. de Cosnier & Lachèse, 43 pp.

## Eponimia
Género
- (Apiaceae) Guepinia Bastard[1]

Especies
- (Iridaceae) Gladiolus guepinii W.D.J.Koch[2]
- (Rosaceae) Rosa guepinii Desv.[3]